# Entratico
Entratico é uma comuna italiana da região da Lombardia, província de Bérgamo, com cerca de 1.452 habitantes. Estende-se por uma área de 4 km², tendo uma densidade populacional de 363 hab/km². Faz fronteira com Berzo San Fermo, Borgo di Terzo, Foresto Sparso, Luzzana, Trescore Balneario, Zandobbio.

## Demografia
| Variação demográfica do município entre 1861 e 2011                               |
|                                                                                   |
| Fonte: Istituto Nazionale di Statistica (ISTAT) - Elaboração gráfica da Wikipedia |